# Olympische Sommerspiele 1984/Leichtathletik – 3000 m Hindernis (Männer)

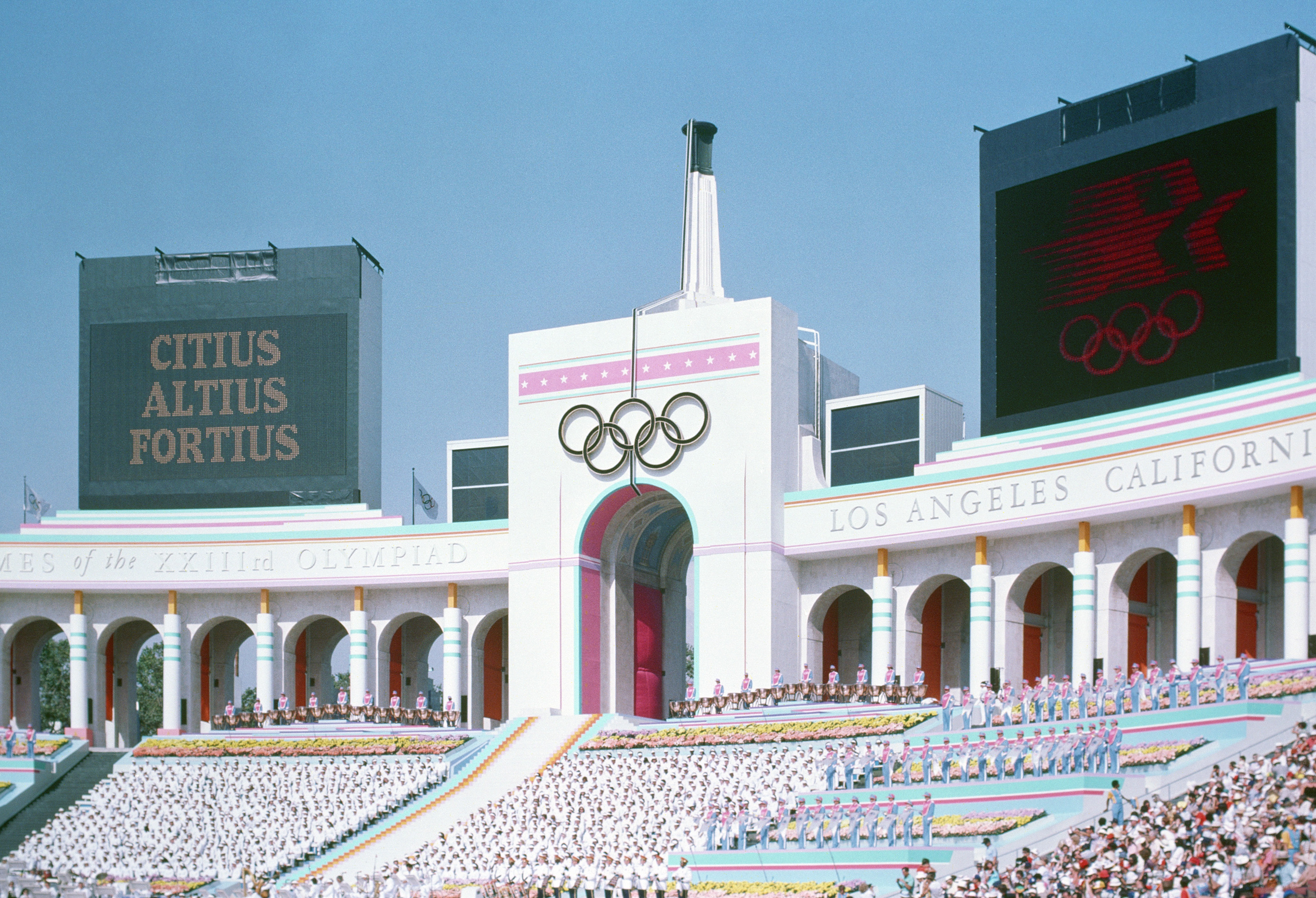
Blick auf des Eingangstor des Los Angeles Memorial Coliseum

Der 3000-Meter-Hindernislauf der Männer bei den Olympischen Spielen 1984 in Los Angeles wurde am 6., 8. und 10. August 1984 im Los Angeles Memorial Coliseum ausgetragen. 35 Athleten nahmen teil.
Olympiasieger wurde der Kenianer Julius Korir. Er gewann vor dem Franzosen Joseph Mahmoud und dem US-Amerikaner Brian Diemer.
Läufer aus der Bundesrepublik Deutschland, der Schweiz, Österreich und Liechtenstein nahmen nicht teil. Athleten aus der DDR waren wegen des Olympiaboykotts ebenfalls nicht dabei.

## Aktuelle Titelträger
| Olympiasieger 1980                      | Bronisław Malinowski ( Polen)        | 8:09,7 min  | Moskau 1980   |
| Weltmeister 1983                        | Patriz Ilg ( BR Deutschland)         | 8:15,06 min | Helsinki 1983 |
| Europameister 1982                      | Patriz Ilg ( BR Deutschland)         | 8:18,52 min | Athen 1982    |
| Panamerikanischer Meister 1983          | Emilio Ulloa ( Chile)                | 8:57,62 min | Caracas 1983  |
| Zentralamerika und Karibik-Meister 1983 | César Santiago ( Puerto Rico)        | 8:48,80 min | Havanna 1983  |
| Südamerika-Meister 1983                 | Emilio Ulloa ( Chile)                | 8:44,6 min  | Santa Fe 1983 |
| Asienmeister 1983                       | Hwang Wen-cheng ( Chinesisch Taipeh) | 8:54,85 min | Kuwait 1983   |
| Afrikameister 1982                      | Eshetu Tura ( Äthiopien)             | 8:30,47 min | Kairo 1982    |

## Bestehende Rekorde
| Weltrekord         | 8:05,4 min  | Henry Rono ( Kenia)         | Seattle, USA               | 13. Mai 1978  |
| Olympischer Rekord | 8:08,02 min | Anders Gärderud ( Schweden) | Finale OS Montreal, Kanada | 28. Juli 1976 |

Der bestehende olympische Rekord wurde bei diesen Spielen nicht erreicht. Im schnellsten Rennen, dem Finale verfehlte Olympiasieger Julius Korir mit 8:11,80 min diesen Rekord um 3,78 Sekunden. Zum Weltrekord fehlten ihm 6,4 Sekunden.

## Vorrunde
Datum: 6. August 1984
Die 35 Teilnehmer der Vorrunde wurden in drei Läufe gelost. Für das Halbfinale qualifizierten sich pro Lauf die ersten sechs Athleten. Darüber hinaus kamen die sechs Zeitschnellsten, die sogenannten Lucky Loser, weiter. Die direkt qualifizierten Athleten sind hellblau, die Lucky Loser hellgrün unterlegt.
Der Kenianer Julius Kariuki erzielte mit 8:19,45 min in Lauf drei die schnellste Vorlaufzeit. Der langsamste direkt qualifizierte Athlet war Carmelo Ríos aus Puerto Rico in Lauf zwei mit 8:31,88 min. Der schnellste Athlet, der sich nicht qualifizieren konnte, war der Spanier Juan José Torres, der mit 8:40,76 min in Lauf zwei ausschied.

### Vorlauf 1
| Platz | Name                     | Nation              | Zeit         |
| ----- | ------------------------ | ------------------- | ------------ |
| 1     | Brian Diemer             | USA                 | 8:25,92 min  |
| 2     | Domingo Ramón            | Spanien             | 8:26,04 min  |
| 3     | Féthi Baccouche          | Tunesien            | 8:27,49 min  |
| 4     | William Van Dijck        | Belgien             | 8:29,68 min  |
| 5     | Emilio Ulloa             | Chile               | 8:29,71 min  |
| 6     | Pascal Debacker          | Frankreich          | 8:30,35 min  |
| 7     | Paul Davies-Hale         | Großbritannien      | 8:31,97 min  |
| 8     | Francesco Panetta        | Italien             | 8:37,05 min  |
| 9     | Kiprotich Rono           | Kenia               | 8:41,75 min  |
| 10    | Pedro Cáceres            | Argentinien         | 8:50,02 min  |
| 11    | Emmanuel M’Pioh          | Volksrepublik Kongo | 9:05,58 min  |
| 12    | Abdullah Azzan Al-Akbary | Oman                | 10:22,96 min |

### Vorlauf 2
| Platz | Name              | Nation         | Zeit        |
| ----- | ----------------- | -------------- | ----------- |
| 1     | Julius Korir      | Kenia          | 8:29,08 min |
| 2     | Roger Hackney     | Großbritannien | 8:30,31 min |
| 3     | Joseph Mahmoud    | Frankreich     | 8:30,85 min |
| 4     | Hans Koeleman     | Niederlande    | 8:31,34 min |
| 5     | Greg Duhaime      | Kanada         | 8:31,54 min |
| 6     | Carmelo Ríos      | Puerto Rico    | 8:31,88 min |
| 7     | Franco Boffi      | Italien        | 8:32,26 min |
| 8     | John Gregorek     | USA            | 8:38,43 min |
| 9     | Juan José Torres  | Spanien        | 8:40,76 min |
| 10    | Hector Begeo      | Philippinen    | 8:53,70 min |
| 11    | Hugo Allan García | Guatemala      | 9:02,41 min |
| 12    | Ramón López       | Paraguay       | 9:36,36 min |

### Vorlauf 3
| Platz | Name              | Nation         | Zeit        |
| ----- | ----------------- | -------------- | ----------- |
| 1     | Julius Kariuki    | Kenia          | 8:19,45 min |
| 2     | Peter Renner      | Neuseeland     | 8:22,95 min |
| 3     | Peter Daenens     | Belgien        | 8:28,26 min |
| 4     | Henry Marsh       | USA            | 8:29,23 min |
| 5     | Colin Reitz       | Großbritannien | 8:29,33 min |
| 6     | Tommy Ekblom      | Finnland       | 8:29,45 min |
| 7     | Filippos Filippou | Zypern         | 8:30,09 min |
| 8     | Liam O’Brien      | Irland         | 8:31,89 min |
| 9     | Yehuda Zadok      | Israel         | 8:42,28 min |
| 10    | Kim Ju-ryong      | Südkorea       | 8:43,50 min |
| 11    | Albert Marie      | Seychellen     | 9:32,30 min |
| DNS   | Filbert Bayi      | Tansania       |             |

## Halbfinale
Datum: 8. August 1984
In den beiden Halbfinalläufen qualifizierten sich pro Lauf die ersten fünf Athleten. Darüber hinaus kamen die zwei Zeitschnellsten, die sogenannten Lucky Loser, weiter. Die direkt qualifizierten Athleten sind hellblau, die Lucky Loser hellgrün unterlegt.
Die Bestzeit des Halbfinales erzielte Julius Korir mit 8:17,40 min in Lauf zwei.

### Lauf 1
| Platz | Name              | Nation         | Zeit        |
| ----- | ----------------- | -------------- | ----------- |
| 1     | Domingo Ramón     | Spanien        | 8:19,08 min |
| 2     | Pascal Debacker   | Frankreich     | 8:20,34 min |
| 3     | Tommy Ekblom      | Finnland       | 8:20,54 min |
| 4     | Henry Marsh       | USA            | 8:20,57 min |
| 5     | Roger Hackney     | Großbritannien | 8:20,77 min |
| 6     | Julius Kariuki    | Kenia          | 8:21,07 min |
| 7     | William Van Dijck | Belgien        | 8:23,08 min |
| 8     | Paul Davies-Hale  | Großbritannien | 8:26,15 min |
| 9     | Greg Duhaime      | Kanada         | 8:26,32 min |
| 10    | Franco Boffi      | Italien        | 8:30,82 min |
| 11    | Liam O’Brien      | Irland         | 8:34,90 min |
| 12    | Filippos Filippou | Zypern         | 8:39,47 min |

### Lauf 2

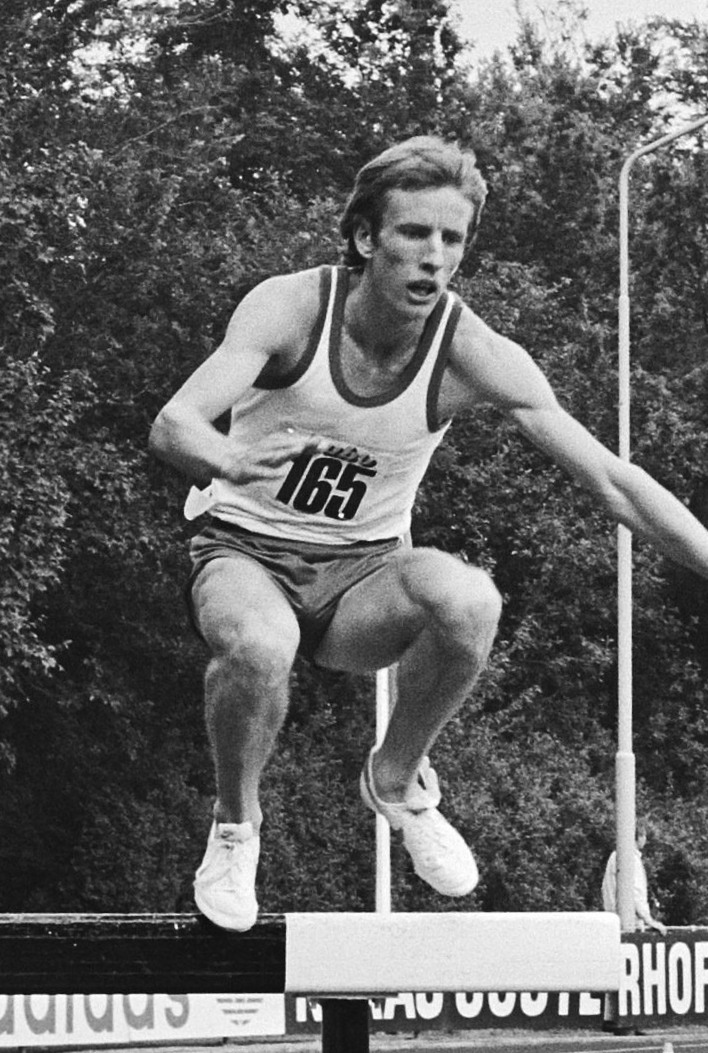
Hans Koeleman erreichte das Halbfinale und schied im zweiten Rennen als Zehntplatzierter aus

| Platz | Name              | Nation         | Zeit        |
| ----- | ----------------- | -------------- | ----------- |
| 1     | Julius Korir      | Kenia          | 8:17,40 min |
| 2     | Peter Renner      | Neuseeland     | 8:18,12 min |
| 3     | Brian Diemer      | USA            | 8:18,36 min |
| 4     | Joseph Mahmoud    | Frankreich     | 8:18,62 min |
| 4     | Colin Reitz       | Großbritannien | 8:18,62 min |
| 6     | Féthi Baccouche   | Tunesien       | 8:18,70 min |
| 7     | Peter Daenens     | Belgien        | 8:21,77 min |
| 8     | Emilio Ulloa      | Chile          | 8:28,99 min |
| 9     | Francesco Panetta | Italien        | 8:31,24 min |
| 10    | Hans Koeleman     | Niederlande    | 8:32,29 min |
| 11    | John Gregorek     | USA            | 8:38,19 min |
| 12    | Carmelo Ríos      | Puerto Rico    | 8:44,70 min |

## Finale
Datum: 10. August 1984
| Platz | Name            | Nation         | Zeit        |
| ----- | --------------- | -------------- | ----------- |
| 1     | Julius Korir    | Kenia          | 8:11,80 min |
| 2     | Joseph Mahmoud  | Frankreich     | 8:13,31 min |
| 3     | Brian Diemer    | USA            | 8:14,06 min |
| 4     | Henry Marsh     | USA            | 8:14,25 min |
| 5     | Colin Reitz     | Großbritannien | 8:15,48 min |
| 6     | Domingo Ramón   | Spanien        | 8:17,27 min |
| 7     | Julius Kariuki  | Kenia          | 8:17,47 min |
| 8     | Pascal Debacker | Frankreich     | 8:21,51 min |
| 9     | Tommy Ekblom    | Finnland       | 8:23,95 min |
| 10    | Roger Hackney   | Großbritannien | 8:27,10 min |
| 11    | Peter Renner    | Neuseeland     | 8:29,51 min |
| 12    | Féthi Baccouche | Tunesien       | 8:43,40 min |

Für das Finale hatten sich jeweils zwei US-Amerikaner, zwei Kenianer, zwei Franzosen und zwei Briten qualifiziert. Hinzu kamen je ein Läufer aus Tunesien, Spanien, Neuseeland und Finnland.
Auf Grund von Verletzungen konnte der amtierende Europa- und Weltmeister Patriz Ilg aus der Bundesrepublik Deutschland nicht teilnehmen. Damit fiel die Favoritenrolle vor allem dem Kenianer Julius Korir zu. Weitere Medaillenkandidaten waren die beiden US-Amerikaner Henry Marsh und Brian Diemer. Marsh war im Vorjahr bei den Weltmeisterschaften auf der Zielgerade auf dem sicheren Weg zu einer Medaille gestürzt. Auch Korirs Landsmann Julius Kariuki, der Franzose Joseph Mahmoud und der Brite Colin Reitz zählten zum weiteren Favoritenkreis. Der Pole Bogusław Mamiński konnte aufgrund des Olympiaboykotts, an dem auch sein Land beteiligt war, nicht dabei sein.
Nach dem Start übernahm zunächst der Tunesier Féthi Baccouche die Spitze. Auf der Höhe des Wassergrabens kam es dann zu einem Zwischenfall. Ein Zuschauer gelangte in den Innenraum und reihte sich hinter dem Feld ein. Dabei überquerte er wie die Athleten auch den Wassergraben. Im Laufen schwenkte er eine Fahne mit einem Slogan. Auf Höhe der Ziellinie gelang es den Ordnungskräften schließlich, den Mann einzufangen. Der Störer, der später als Llewellyn Thomas Phelan identifiziert wurde, konnte sich kurze Zeit später, während sich die Läufer in der zweiten Runde wieder am Wassergraben befanden, noch einmal kurz befreien, wurde aber schnell wieder gefasst.
Bis zur vorletzten Runde änderte sich nur wenig am Geschehen. Der Neuseeländer Peter Renner hatte Baccouche in Runde zwei an der Spitze abgelöst und führte das Feld an. Seine Verfolger waren die beiden Kenianer Korir und Kariuki sowie die beiden Briten Reitz und Roger Hackney. Die beiden US-Läufer Marsh und Diemer hatten sich bis dahin am Ende des Feldes aufgehalten. Die Zwischenzeiten betrugen bei 1000 Metern 2:47,4 min und 5:32,5 min bei 2000 Metern. Es war kein ausgesprochen hohes Tempo mit drei 1000-Meter-Abschnitten von 2:47 min/2:45 min/2:39 min. So waren keine Rekordzeiten möglich, aber es war dennoch nicht gerade langsam und es blieb spannend bis zum Rennende hin. In der vorletzten Runde hatte sich eine Führungsgruppe von sieben Läufern gebildet bestehend aus Renner, der aber nun zurückfiel, Korir, Kariuki, Marsh, Diemer, Hackney und Mahmoud. In der letzten Runde der Gegengeraden blieben im Kampf um die Medaillen mit Korir, Diemer, Marsh und Mahmoud noch vier Konkurrenten übrig. Korir zog nach dem Wassergraben den Spurt an und lief dann ungehindert zum Sieg. Der bis dahin zweitplatzierte Marsh musste anschließend zuerst Mahmoud und kurz vor der Ziellinie auch noch seinen Mannschaftskollegen Diemer an sich vorbeiziehen lassen. Reitz wurde Fünfter vor dem Spanier Domingo Ramón und Kariuki.

## Videolinks
- Olympics - 1984 Los Angeles - Track - Mens 3000 m Steeple Chase Finals imasportsphile, youtube.com, abgerufen am 9. Januar 2018
- Henry Marsh - 3000M Steeplechase Final 1984 Olympic, youtube.com, abgerufen am 9. November 2021